# Ботсванська кухня

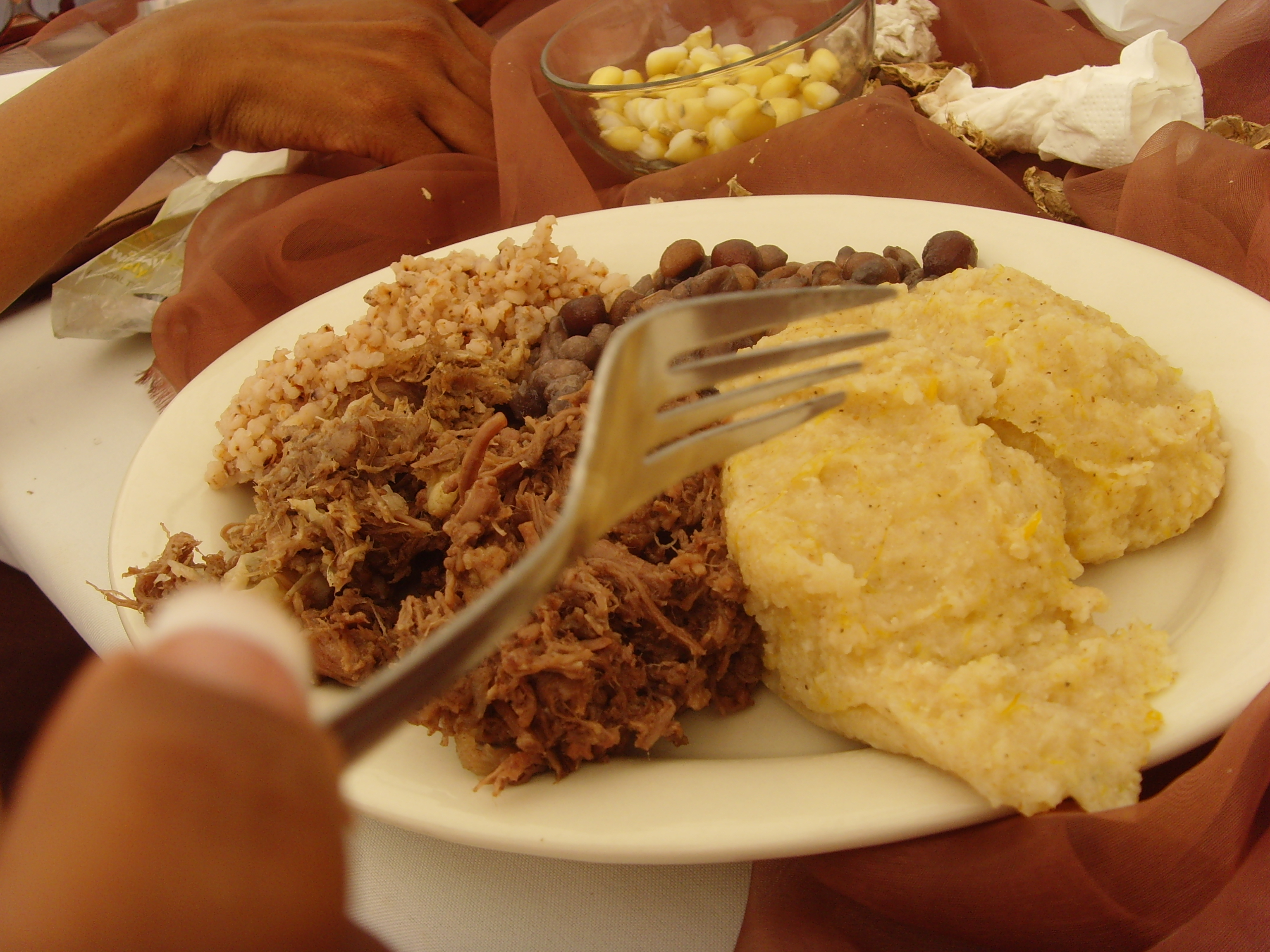
Сесваа з богобе

Кухня Ботсвани має спільні риси з іншими кухнями Південної Африки. Приклади традиційної їжі народу тсвана — угалі (ugali, pap) і samp (різновиди каш з кукурудзяної крупи), vetkoek (смажений пиріжок), гусениці мопане, смажені або копчені. Страва, унікальна для Ботсвани, це seswaa: відварне солоне мелене м'ясо, яке подають з кашами або іншим гарніром.

## Традиційні продукти
Ринки Ботсвани рясніють різноманітними продуктами, які частково вирощуються в країні з використанням зрошення, а частково імпортуються з сусідніх країн. В Ботсвані розводять велику кількість великої рогатої худоби — джерела високоякісної яловичини. Яловичина — найпопулярніше м'ясо, за яким слідує козяче. Поширені також м'ясо ягняти, баранина, курка. Річкова риба також є частиною кухні Ботсвани.
Гусінь метеликів Gonimbrasia belina, що мають місцеву назву «мопане», що походить від дерева мопане, в Південній Африці вважаються делікатесом. З них готують особливий суп. Традиційний метод приготування гусениць полягає в тому, щоб висушити їх на сонці або закоптити, в результаті чого вони набувають додаткового аромату. Промисловий метод — консервування гусениць в розсолі. В окремих районах ці гусениці настільки популярні, що в сезон їх появи істотно падають продажі яловичини та м'яса інших тварин. В Ботсвані їх часто продають великими пакетами в сушеному вигляді, як будь-які інші сухі продукти.

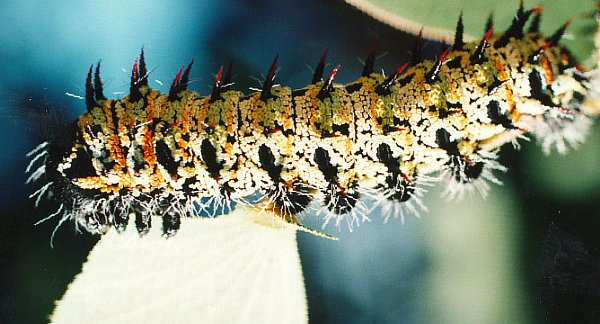
Гусінь мопане

Сорго та кукурудза є основними зерновими культурами, що вирощуються в Ботсвані. Пшениця, рис та інші злаки, що не вирощуються в країні, імпортуються. На полях збирають багато різних видів бобових, в тому числі Коров'ячий горох, ditloo і letlhodi. Вирощується арахіс. З овочів виростають шпинат, морква, капуста, цибуля, картопля, помідори, батат та салат. Також використовують дикорослі сезонні овочі: thepe та бамію. Сушені листя бобових — популярна їжа в Ботсвані.
Присутні багато фруктів, в тому числі марула, з якої роблять знаменитий лікер Амарула. У сезон рясні кавуни, дикий предок яких, як припускають, ріс колись на території Ботсвани. Також вирощується вид дині, званий lerotse або lekatane. У піщаних пустельних районах деякі види дикої дині є важливим джерелом їжі та води. Багато овочів доступні тільки в певний сезон, і зазвичай їх сушать або солять. В країні існує багато різних способів приготування сушених овочів.

## Популярні страви

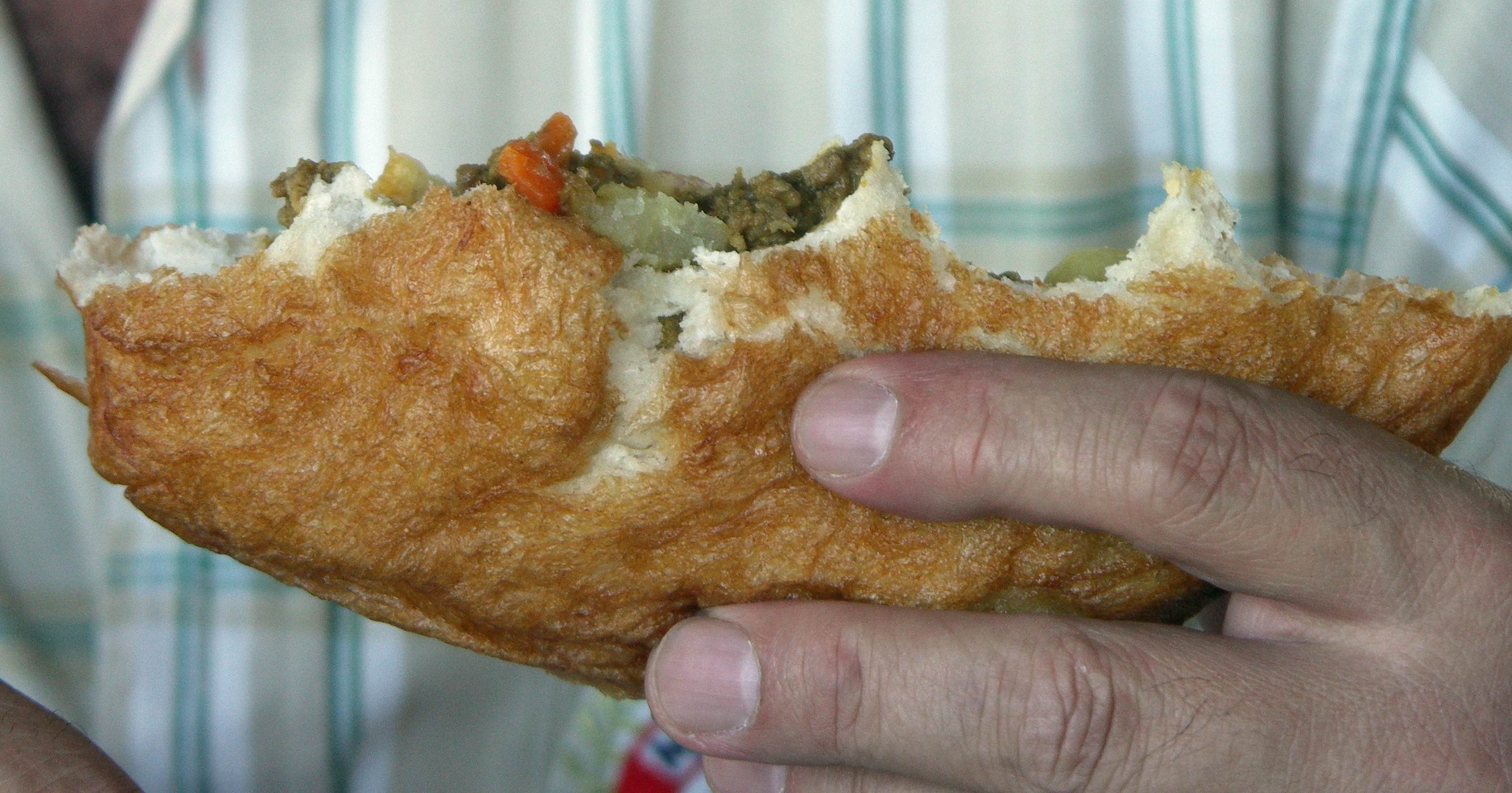
Vetkoek, пиріжок з яловичим фаршем, традиційний для Південної Африки

Seswaa (chotlho, leswao) — дуже популярна традиційна м'ясна страва, яку готують для особливих випадків. Зазвичай його приготуванням займаються чоловіки. М'ясо відварюють в залізному казані в солоній воді, поки воно не стане досить м'яким. Інша популярна страва — serobe, кишка та інші нутрощі кози, вівці чи корови, які готуються до м'якості. Якщо це вівця або коза, використовуються навіть очищені копитця.
Кури, вирощені на вільному випасі, вважаються смачнішими, ніж комерційно вирощені.
Кашу богобе готують з кукурудзяного або пшеничного борошна або борошна з сорго, відварюючи їх у невеликій кількості води на малому вогні, так що каша перетворюється в м'яку пасту. Інший рецепт — додати в богобе кисле молоко і диню (lerotse). Іноді сорго або кукурудзу зброджують, додаючи молоко та цукор. Ця страва називається ting. Без молока і цукру тинг їдять з м'ясом або овочами на обід або вечерю.
Пшеничне борошно не входить в традиційну кухню, але воно доступна в Ботсвані, через що з'явилося кілька популярних рецептів хліба. Найпопулярніші — галушки матлебекване, плоскі коржі diphaphatha і пончики magwinya. Їх готують по-різному, наприклад, варять з м'ясом, готують в гарячій олії або в гарячому вугіллі.
Популярні продукти у віддалених районах включають боби Tylosema esculentum, бульби диких рослин та їстівні гриби Гусінь мопане готують в гарячій золі, варять або сушать, а потім смажать.

## Напої
На заводах в Ботсвані виробляються безалкогольні та алкогольні напої, в тому числі Fanta та Coca-Cola. Місцеві бренди пива — Castle та Lion. Молоко зброджується для отримання «Маделії» (кислого молока), який вживають окремо або додають в кашу. Найпопулярніший безалкогольний домашній напій в Ботсвані — імбирне пиво.
Існують різні традиційні алкогольні напої: Bojalwa ja Setswana («пиво Ботсвани») вариться з сорго. Племена Каланг (Бакаланга) варять пиво з проса. Популярно пиво чибуку, зварене з кукурудзи або сорго. Чибуку також варять в інших сусідніх країнах, таких як Малаві, ПАР (Umqombothi beer), Замбія та Зімбабве. Напій Хаді (khadi) вариться з різних інгредієнтів, зокрема, лісових ягід, він популярний серед ботсванців з низьким доходом.